# Our Bessie
Our Bessie è un cortometraggio muto del 1912 diretto da Bert Haldane.

## Produzione
Il film fu prodotto dalla Hepworth.

## Distribuzione
Distribuito dalla Hepworth, il film - un cortometraggio in una bobina - uscì nelle sale cinematografiche britanniche nel marzo 1912.